# Croix de Roblin
La Croix de Roblin, est située au lieu-dit Roblin, sur la commune de  Ploërmel dans le Morbihan.

## Historique
La croix de Roblin fait l’objet d’une inscription au titre des monuments historiques depuis le 30 mai 1927.